# Linia kolejowa nr 111
Linia kolejowa nr 111 Kraków Główny – Kocmyrzów, potocznie „Kocmyrzówka” – jednotorowa, niezelektryfikowana, obecnie zlikwidowana linia kolejowa o długości 19 km.

## Historia
Linia powstała w 1899 roku jako nadgraniczny szlak komunikacyjny łączący Kraków ze stacją towarową na granicy Austro-Węgier i Rosji w Kocmyrzowie. W czasach pokoju służyć miała lokalnemu handlowi przygranicznemu, w czasie wojny natomiast – spodziewanej pomiędzy owymi mocarstwami – przemieszczaniu wojsk w strefie przygranicznej. Na linii od początku prowadzono również przewozy pasażerskie. Jeszcze przed I wojną światową zbudowano odnogę do stacji Mogiła, która od głównej linii odbijała w Czyżynach. Istniały również bocznice do koszar kawaleryjskich w Rakowicach oraz obsługujące lotnisko Rakowice-Czyżyny. Po zakończeniu I wojny światowej, rozpadzie Austro-Węgier i powstaniu II Rzeczypospolitej, które to wydarzenia zlikwidowały przebiegającą dotychczas w Kocmyrzowie granicę międzypaństwową, znaczenie linii spadło. Na trasie przestały kursować pociągi towarowe, a osobowe kursowały odtąd znacznie rzadziej.
Od początku przewozy na linii obsługiwała, założona w 1899 roku, Spółka Akcyjna Kolej Lokalna „Kraków – Kocmyrzów”. Jej pierwszym prezesem został ekonomista, bankowiec i działacz gospodarczy, Wacław Fajans. Siedziba zarządu kolei znajdowała się w Krakowie przy ulicy Kapucyńskiej 3. W okresie międzywojennym spółka do obsługi linii dysponowała trzema parowozami, szesnastoma wagonami towarowymi oraz jednym pasażerskim wagonem silnikowym.

## Likwidacja linii
W roku 1954 zawieszono kursowanie pociągów odnogą od głównej linii 111 do stacji Mogiła. Miało to związek z uruchomieniem linii tramwajowej w powstającej Nowej Hucie wzdłuż Alei Jana Pawła II (ówczesnej Planu 6-letniego), która to przejęła funkcjonujące tam potoki pasażerskie dotychczas realizowane przez kolej. Mimo to na głównej linii do Kocmyrzowa w latach 50. i 60. XX wieku pociągi normalnie kursowały, będąc właściwie jedynym środkiem komunikacji publicznej, łączącym zachodnie osiedla tzw. „starej Nowej Huty” z centrum Krakowa. Sytuacja się zmieniła w latach 1968–1969, kiedy to uruchomiono linię tramwajową wzdłuż ulicy Kocmyrzowskiej do Wzgórz Krzesławickich, która analogicznie, jak kilkanaście lat wcześniej w sytuacji uruchomienia linii tramwajowej do Mogiły, przejęła dotychczasowych pasażerów „Kocmyrzówki”. Pociągi pasażerskie na linii przestały kursować 31 maja 1970 roku i rozpoczął się systematyczny demontaż kolejnych odcinków trasy na obszarze Krakowa. Ostatni czynny, aczkolwiek nieużywany odcinek linii, czyli Kraków Lubocza – Kocmyrzów został zamknięty w 1994 roku, a fizycznej likwidacji poddany niemal w całości w 2003.

## Galeria – pozostałości po linii

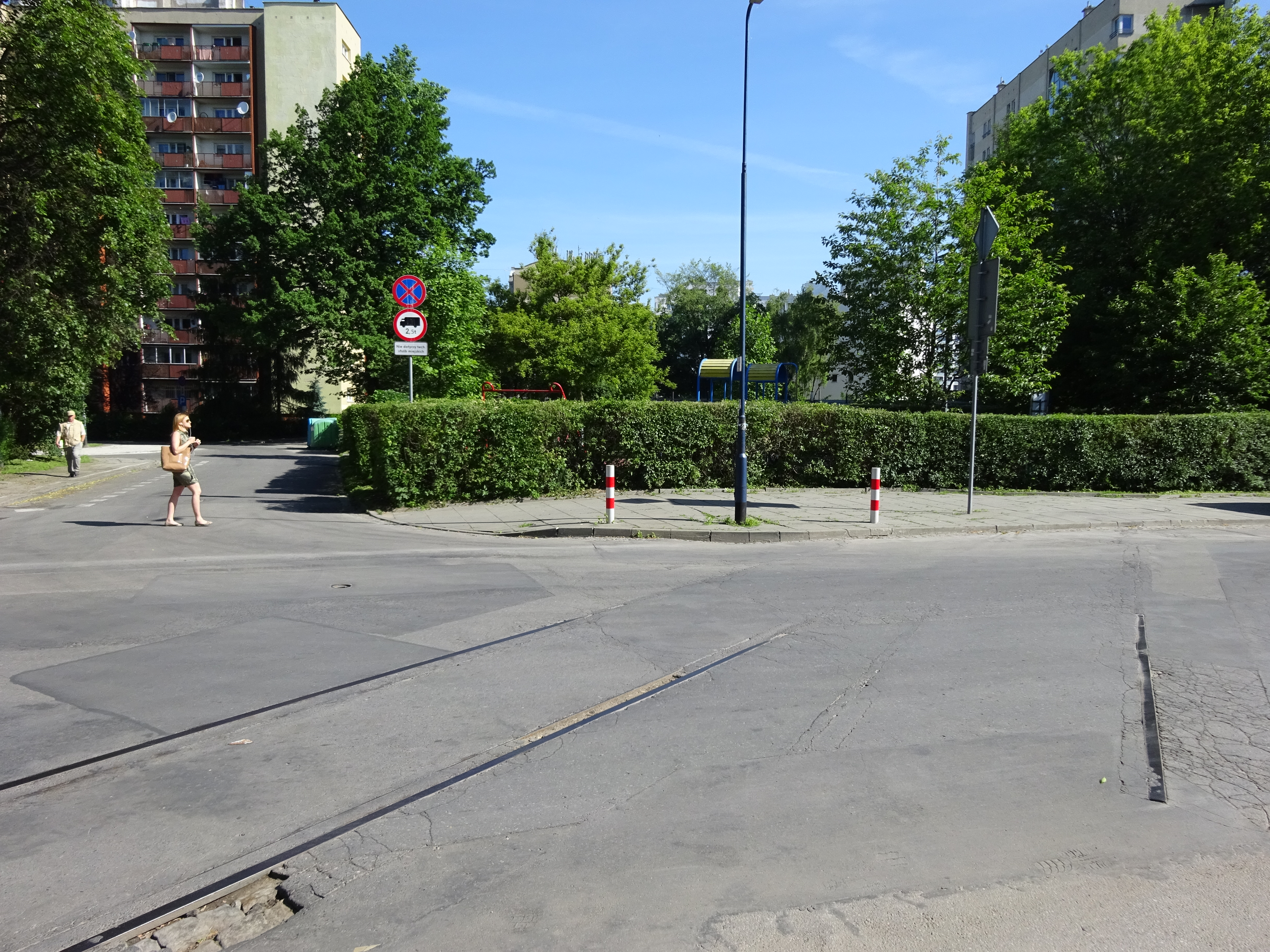
Dawny przejazd przez ul. Grzegórzecką.
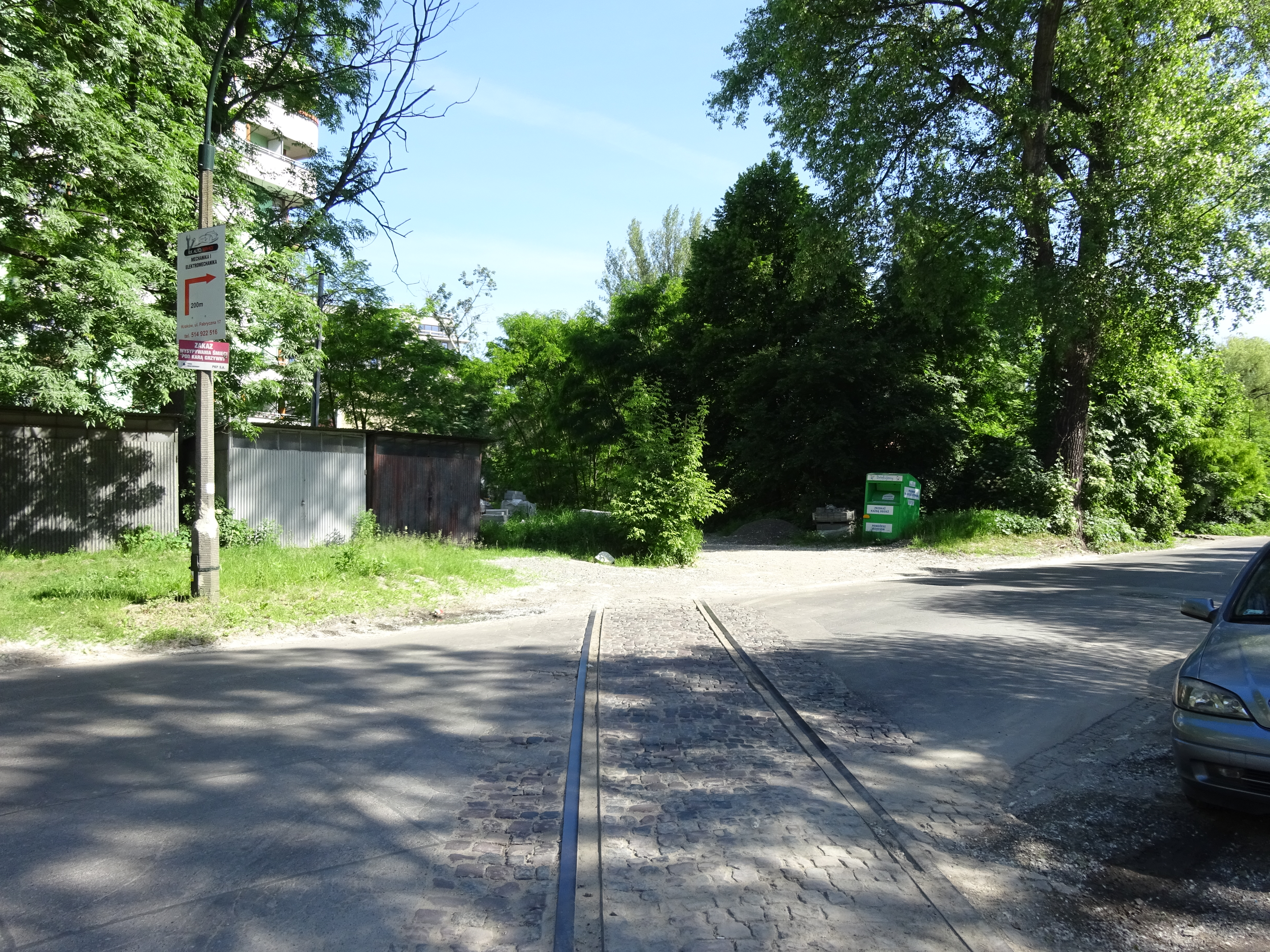
Dawny przejazd przez ul. Fabryczną.
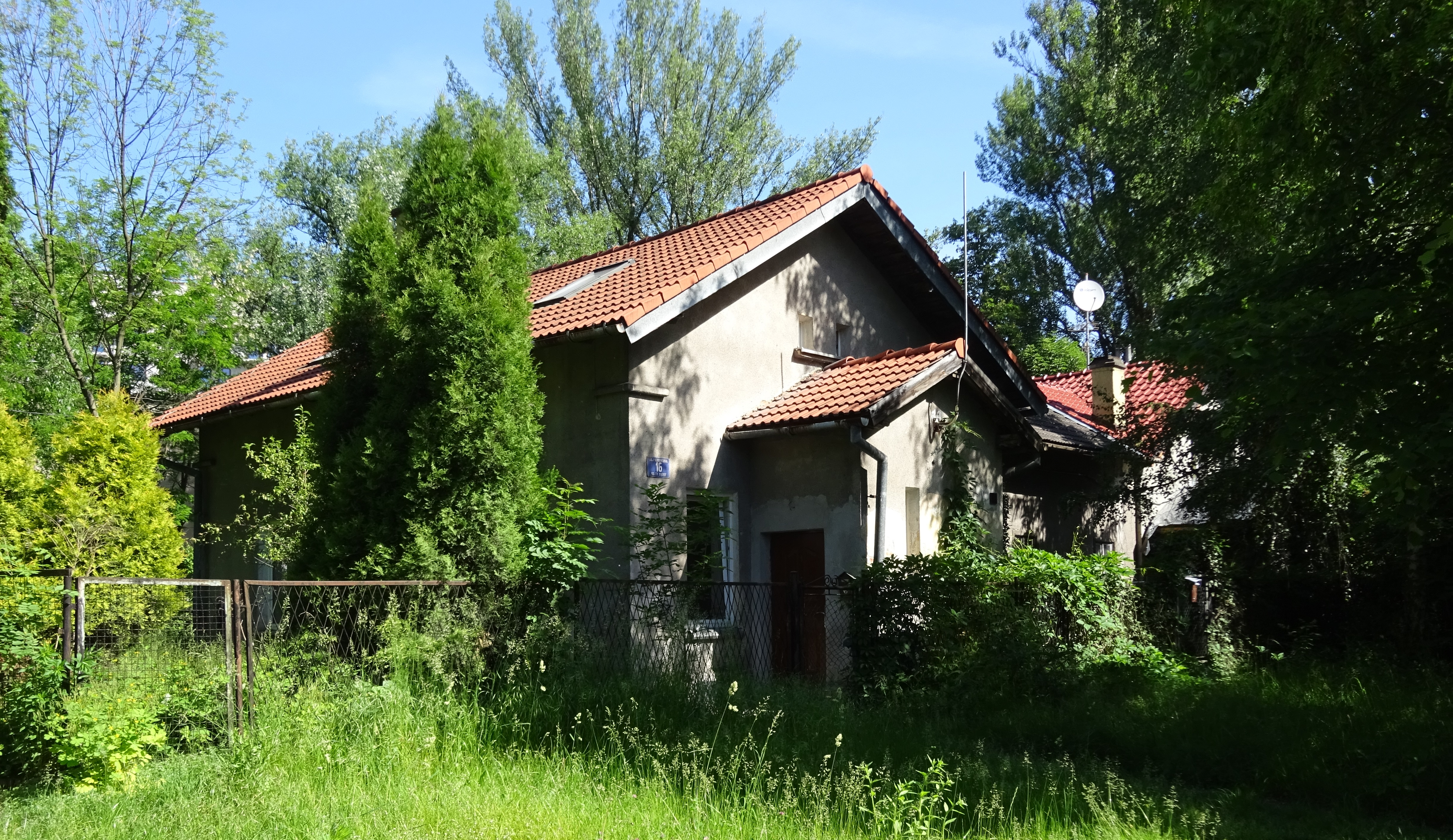
Budynek dawnej stacji Kraków Dąbie.
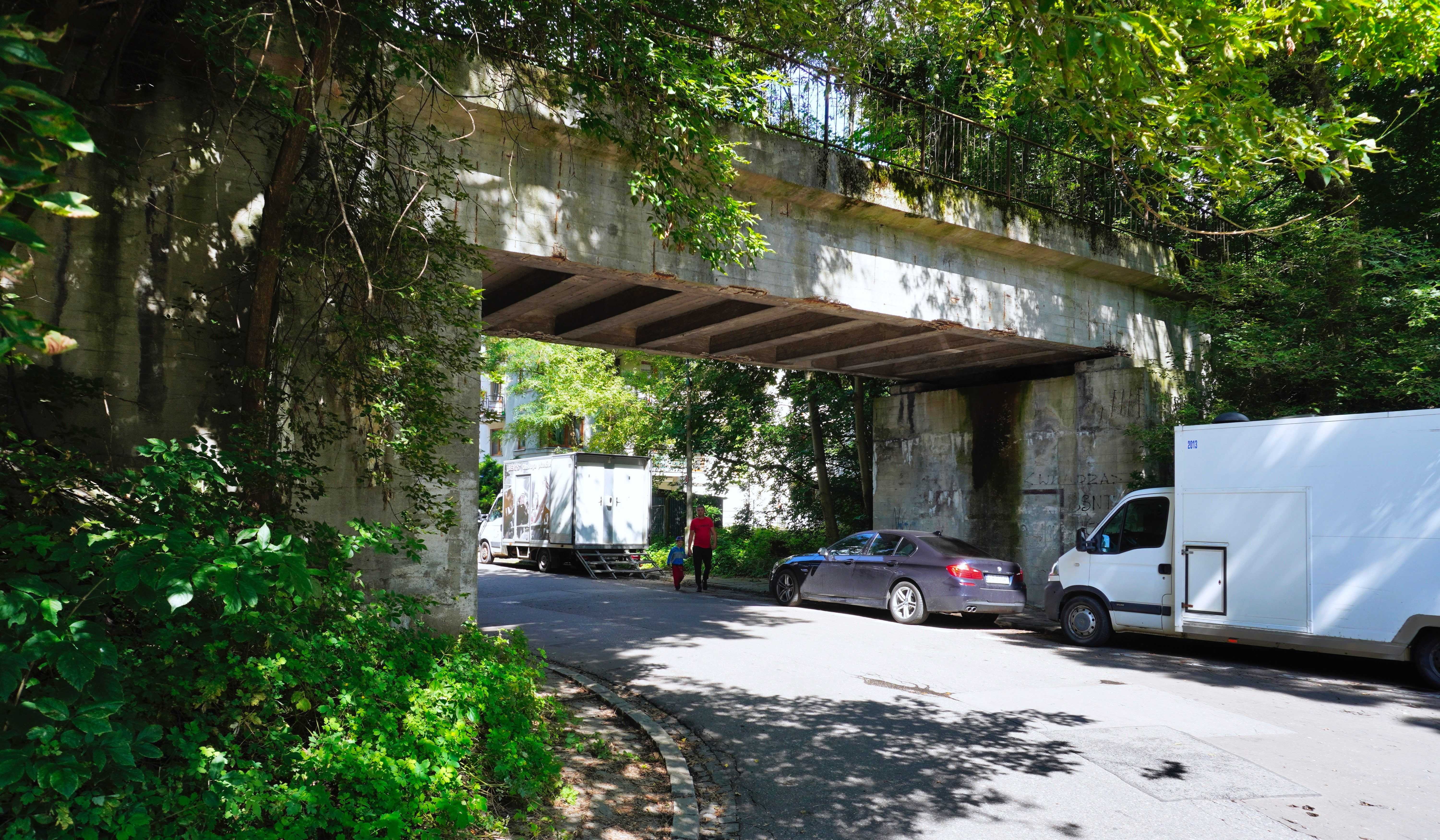
Dawny wiadukt kolejowy nad ul. Żółtej Ciżemki w ciągu zmodyfikowanego w latach 60. przebiegu trasy linii
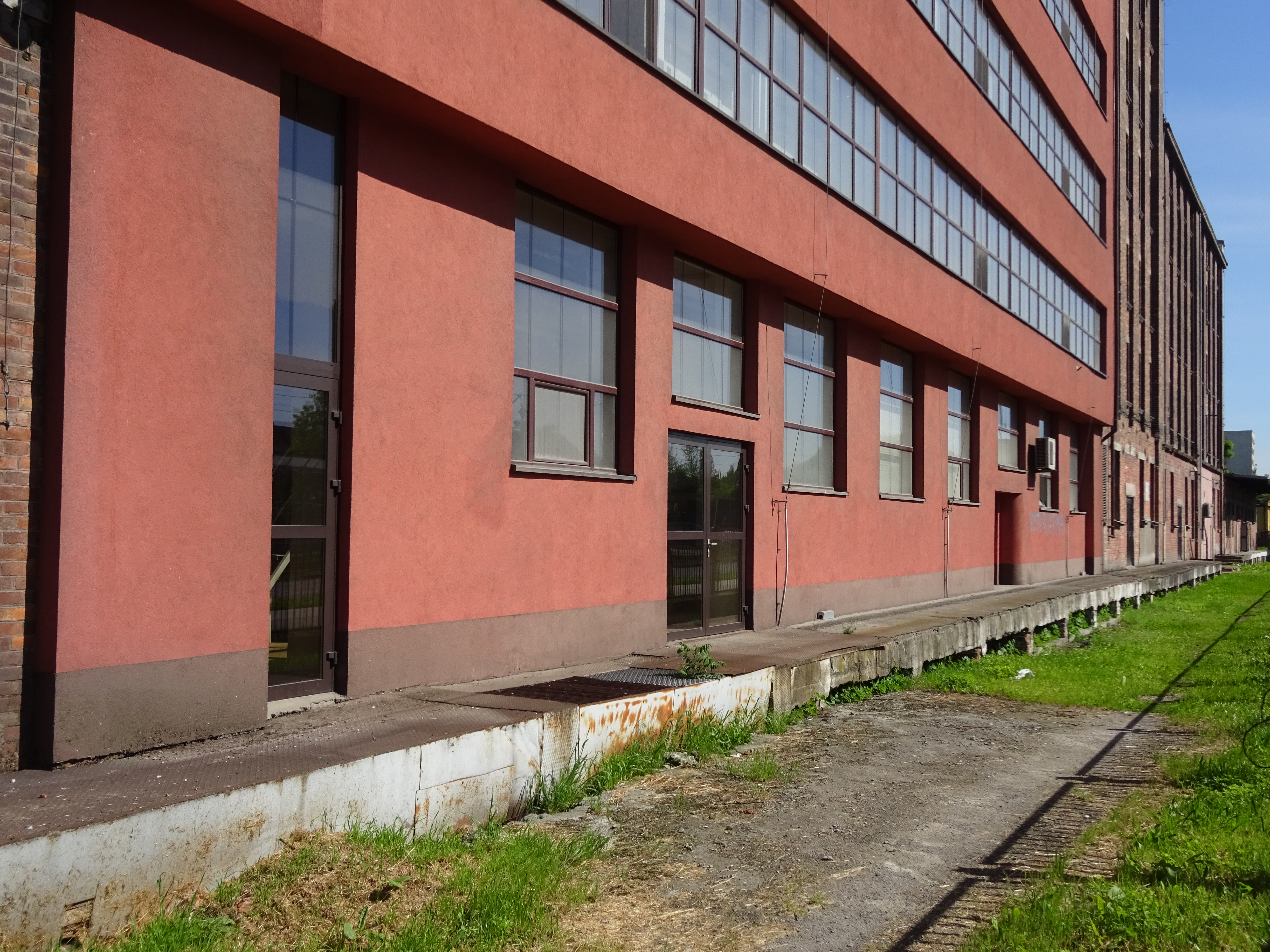
Peron dawnej stacji Kraków Wieczysta.
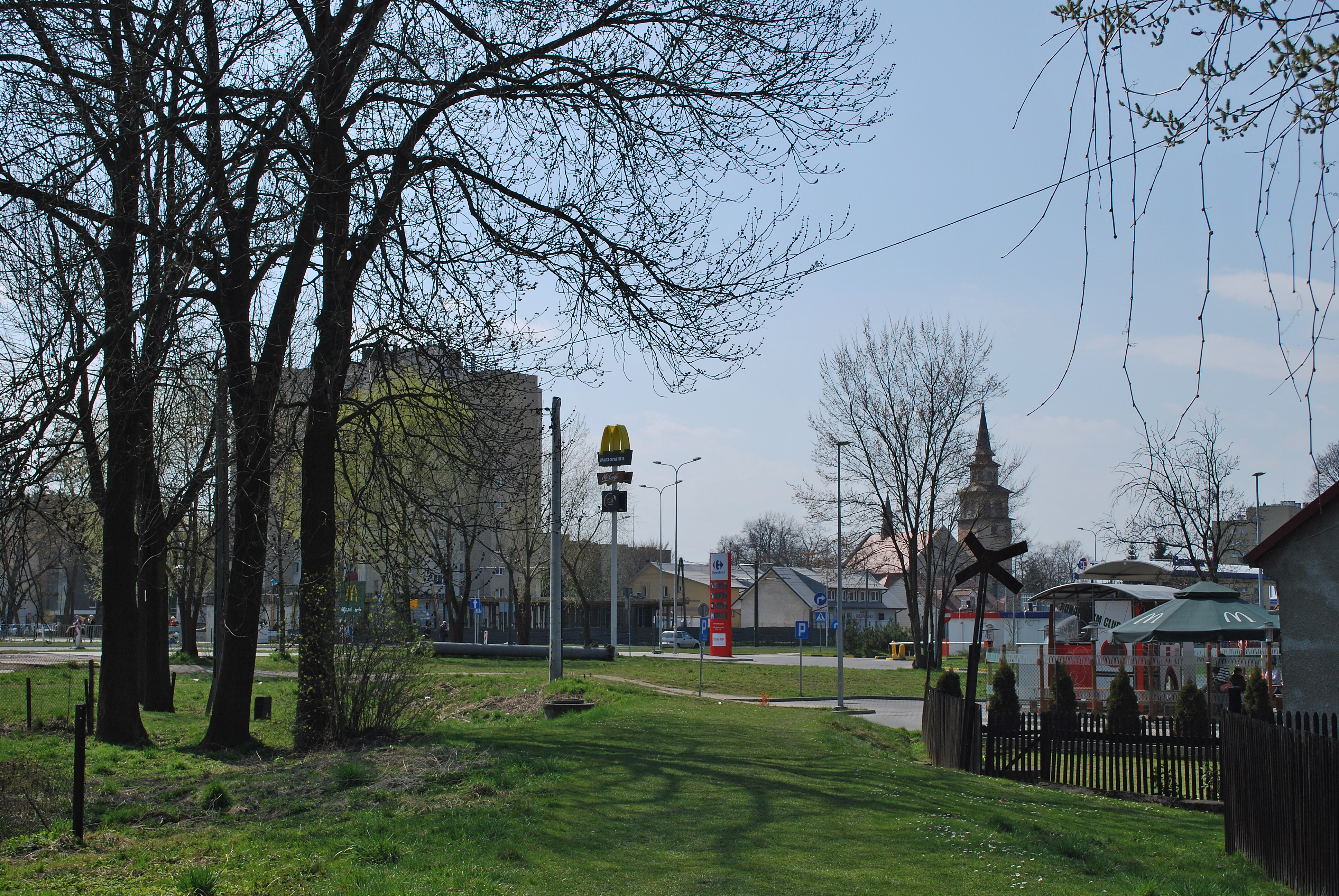
Krzyż św. Andrzeja, pozostałość po linii kolejowej w Czyżynach. Stacja Czyżyny znajdowała się na miejscu gdzie obecnie jest stacja benzynowa i fastfood.
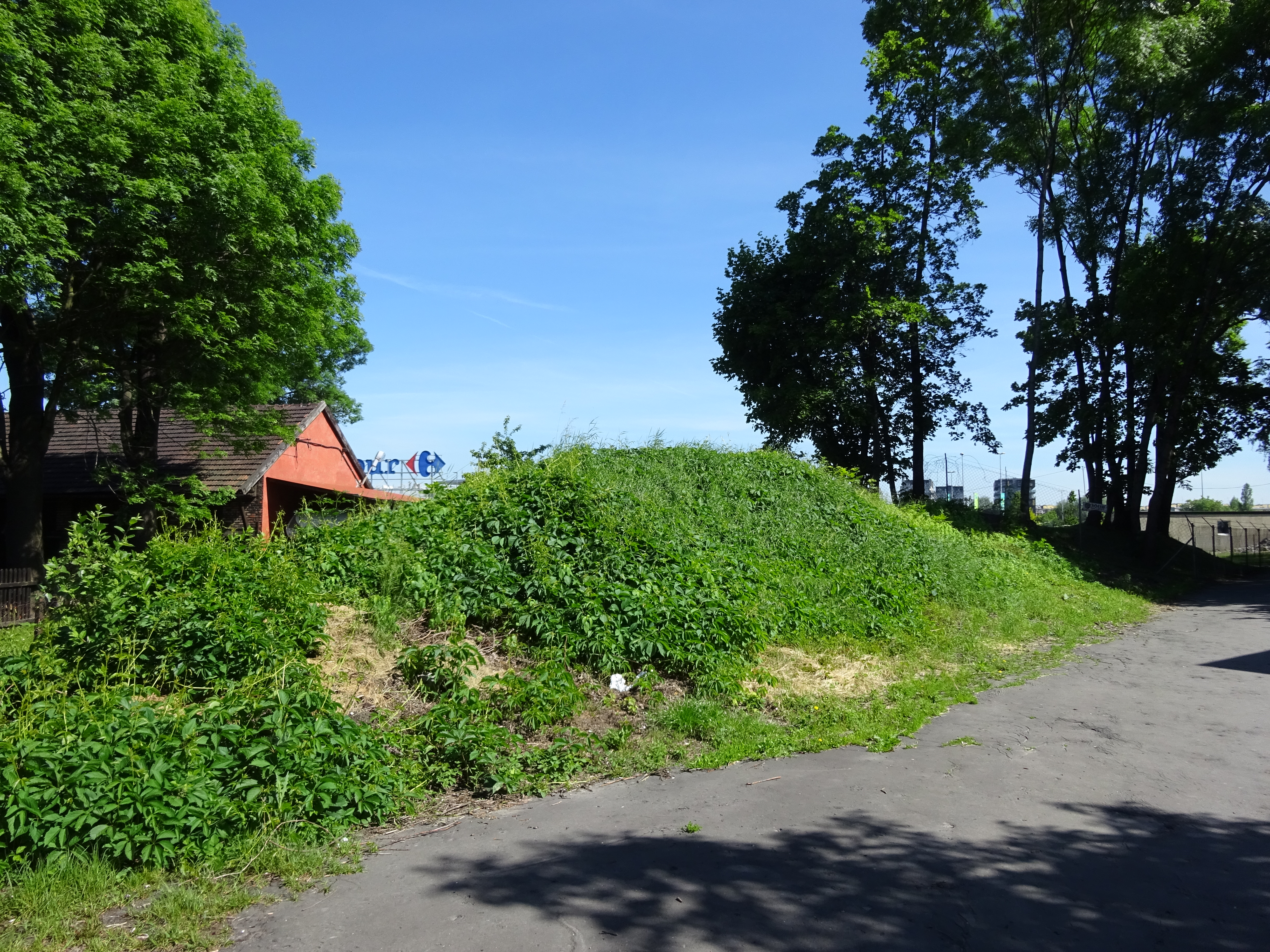
Resztki nasypu kolejowego obok dawnej stacji Kraków Czyżyny.
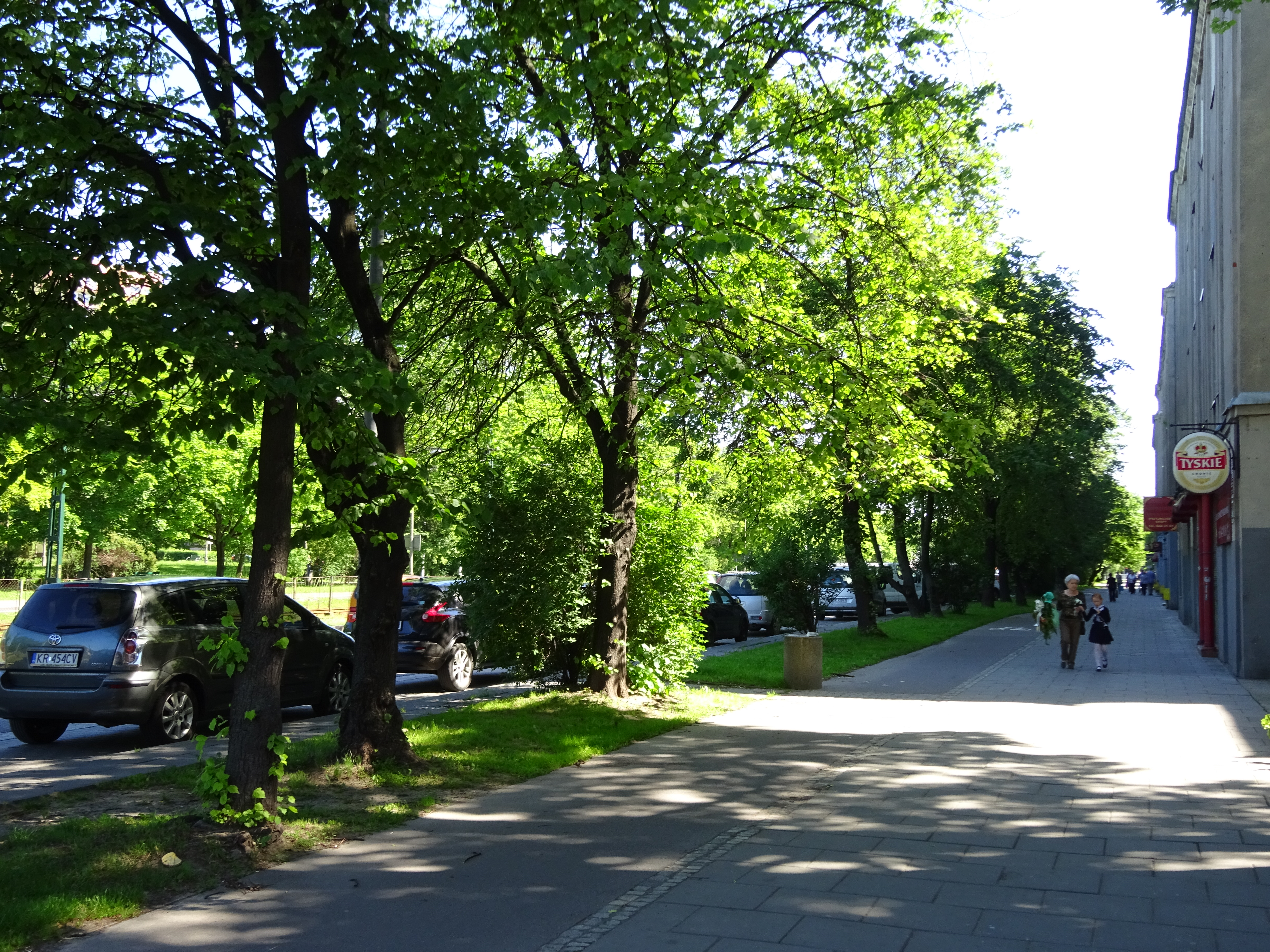
Miejsce po dawnej stacji Kraków Osiedle
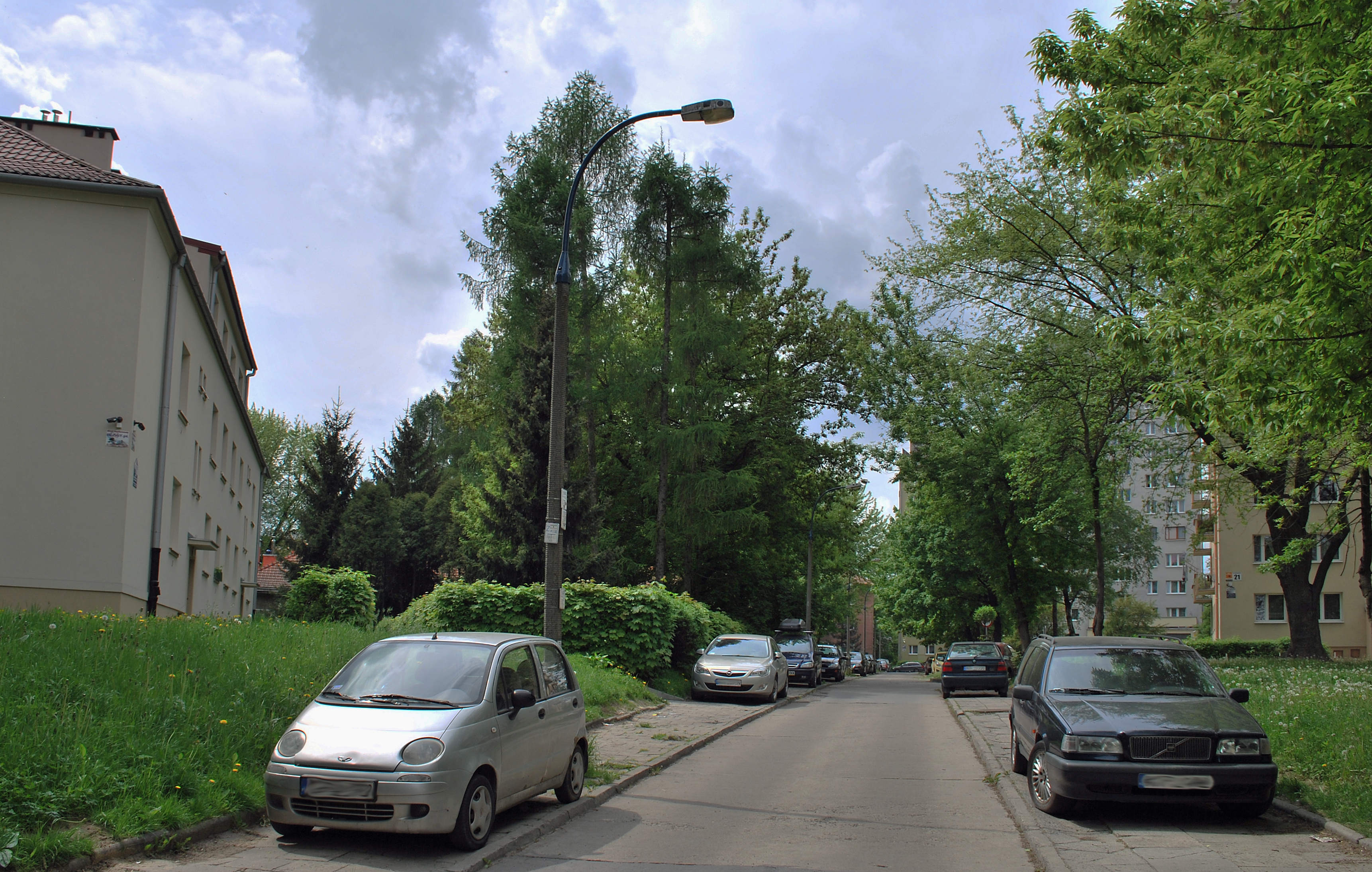
Uliczka na os. Krakowiaków, na miejscu linii kolejowej, która w wykopie, łagodnym trawersem schodziła tędy w dolinę Dłubni, na most na dłubniańskiej młynówce.
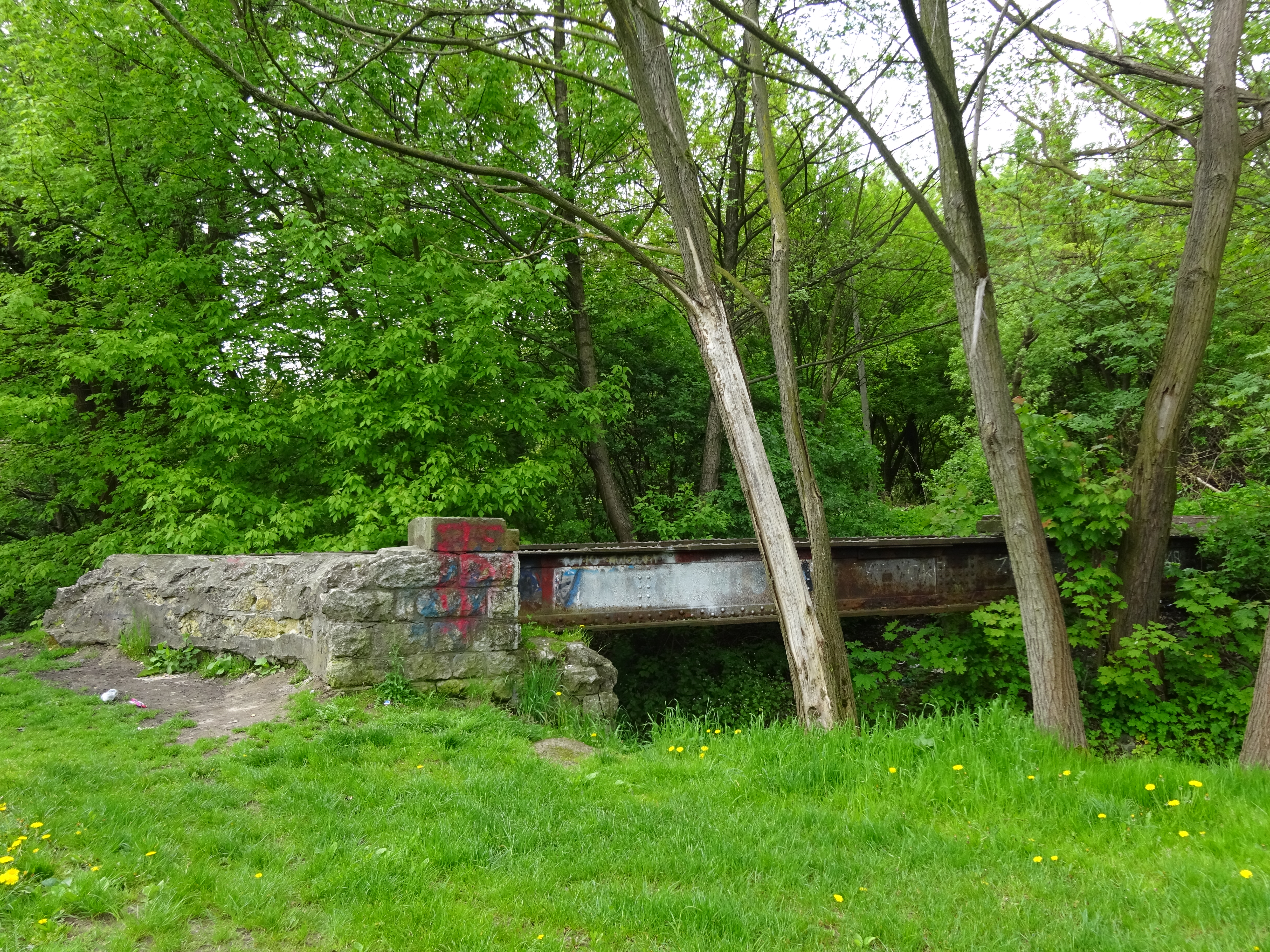
Dawny most kolejowy nad młynówką Dłubni.
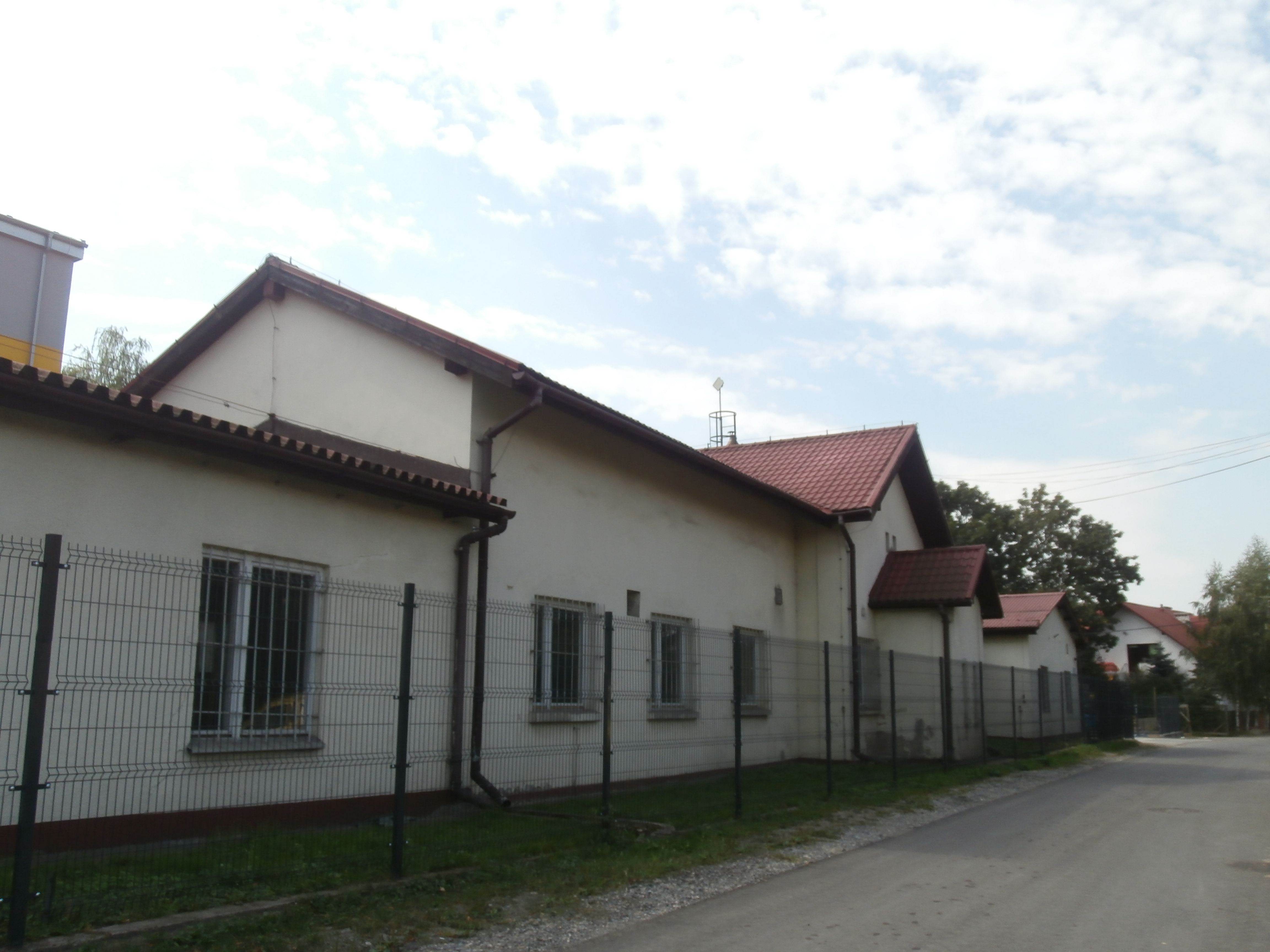
Budynek dawnej stacji Kraków Bieńczyce.
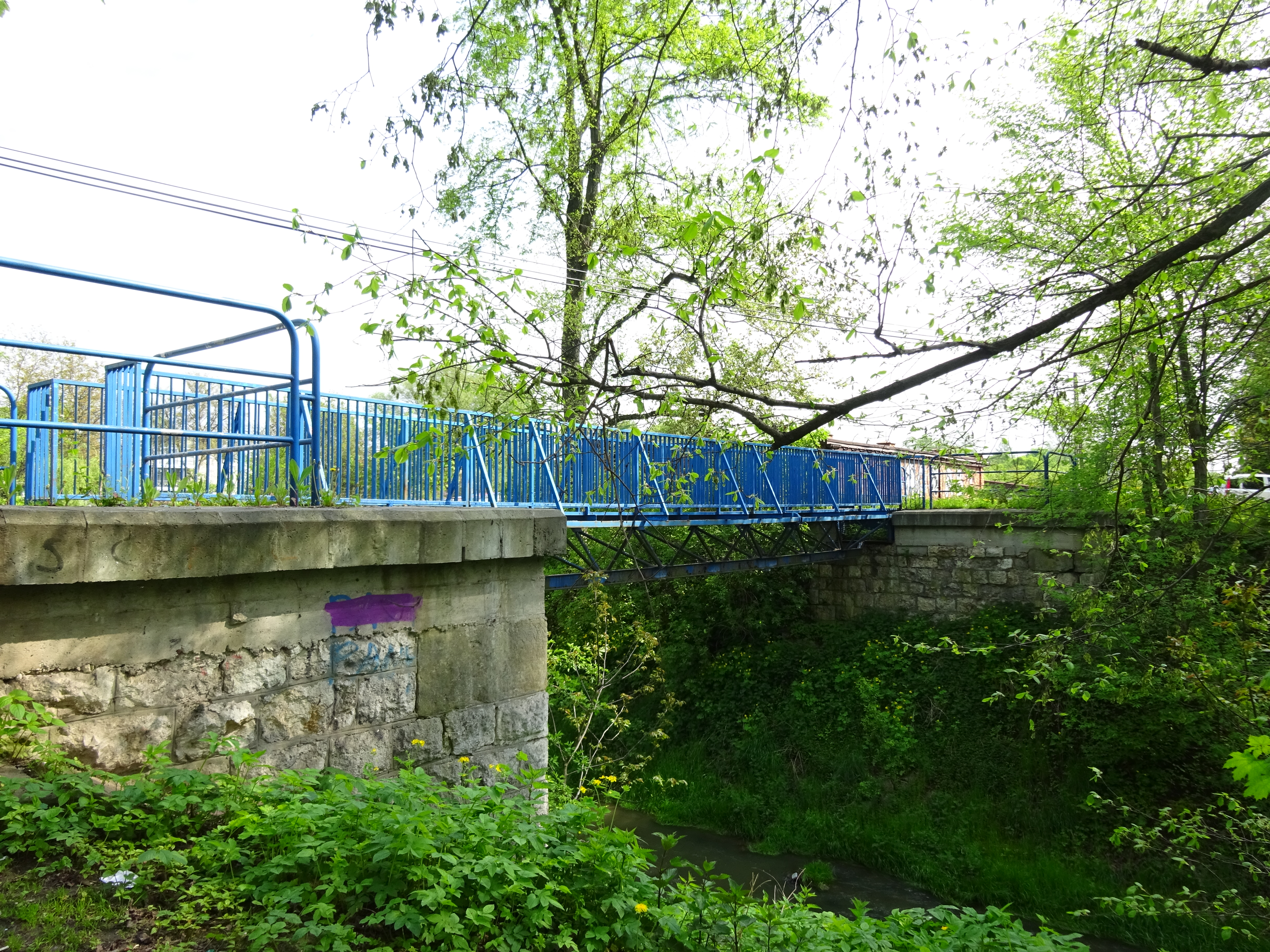
Dawny most kolejowy nad Dłubnią a obecnie kładka dla pieszych.
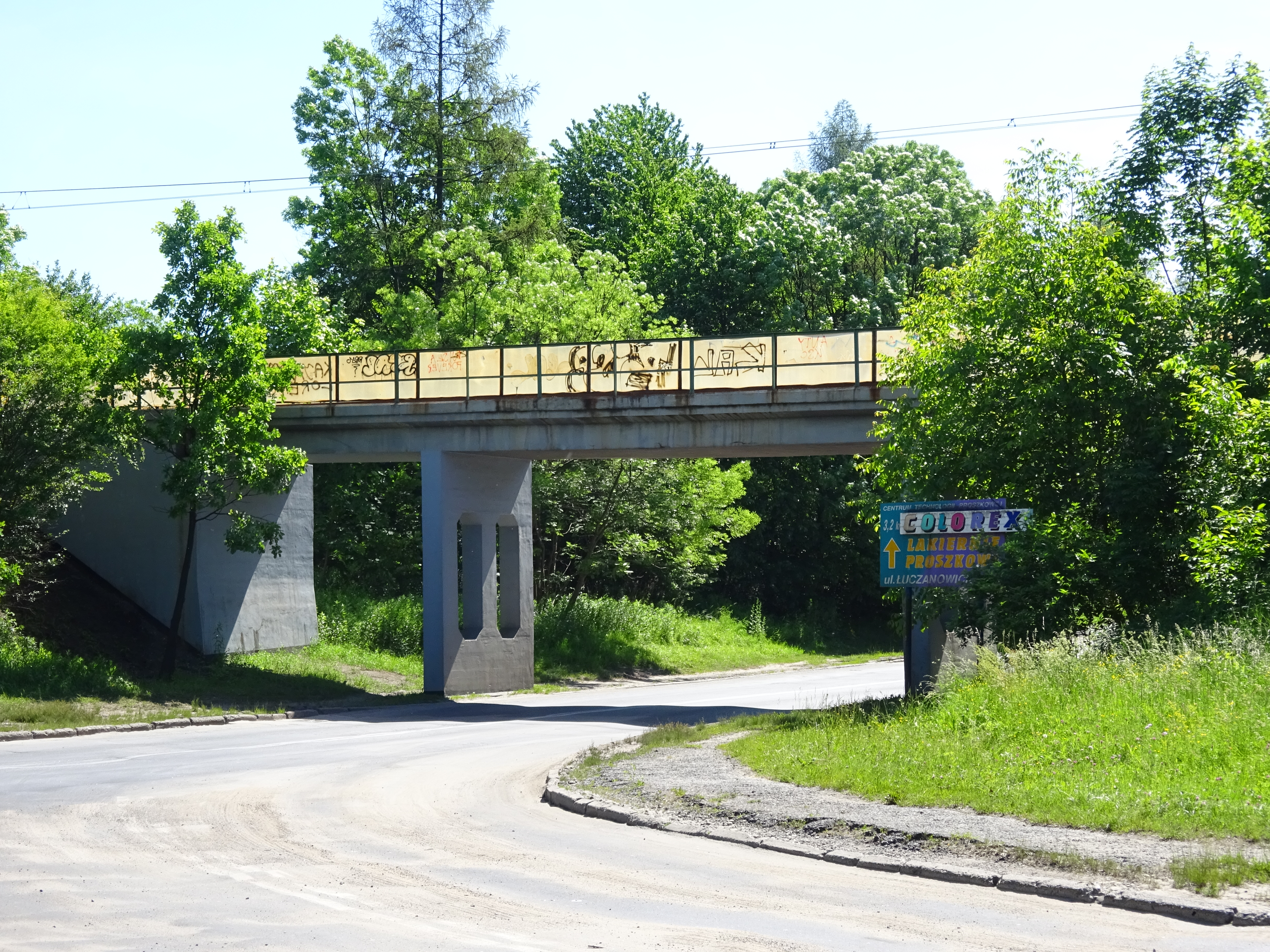
Wiadukt tramwajowy nad ul. Łowińskiego, a dawniej kolejowy na linii nr 111
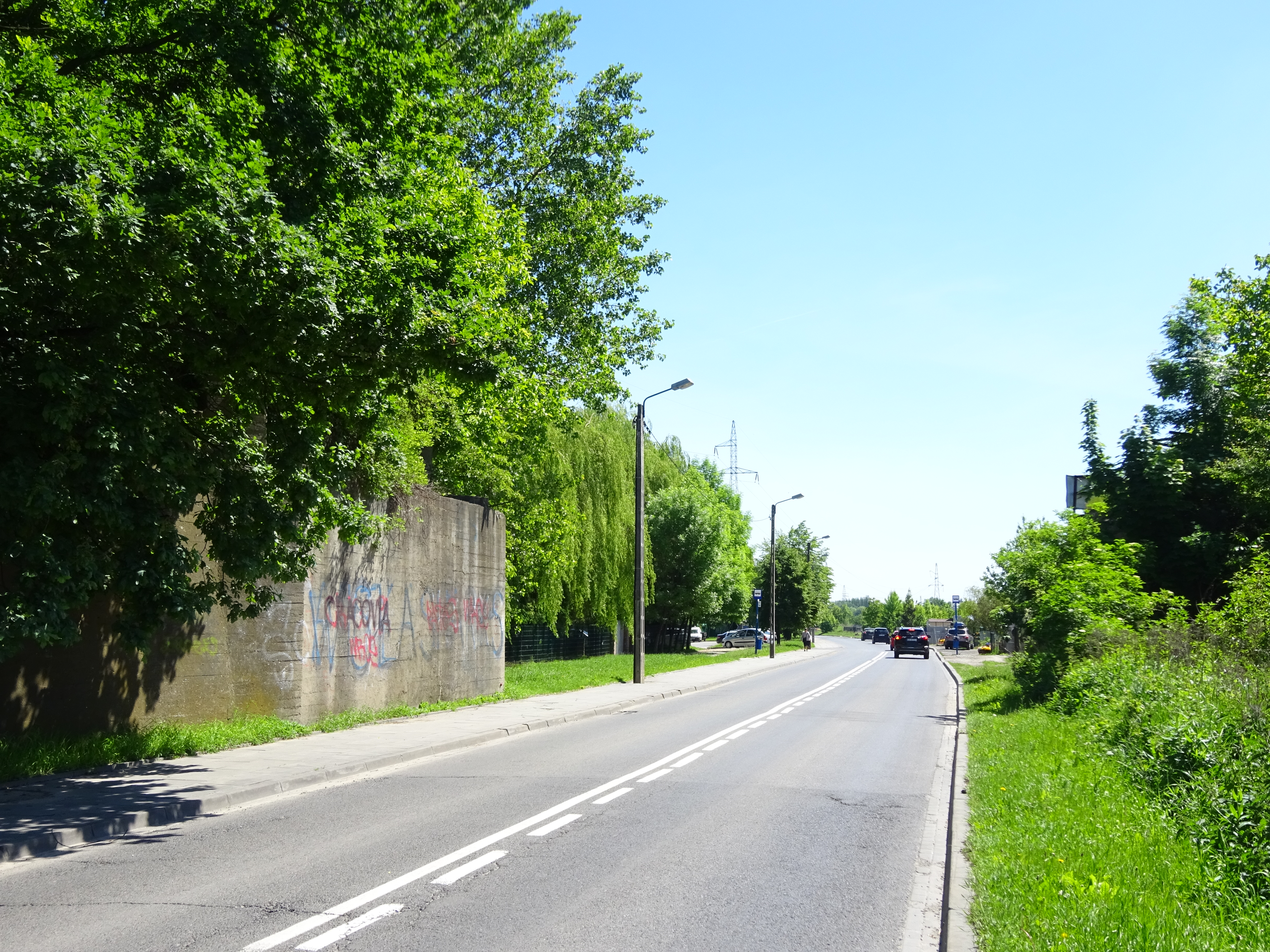
Pozostałości wiaduktu kolejowego nad ul. Darwina
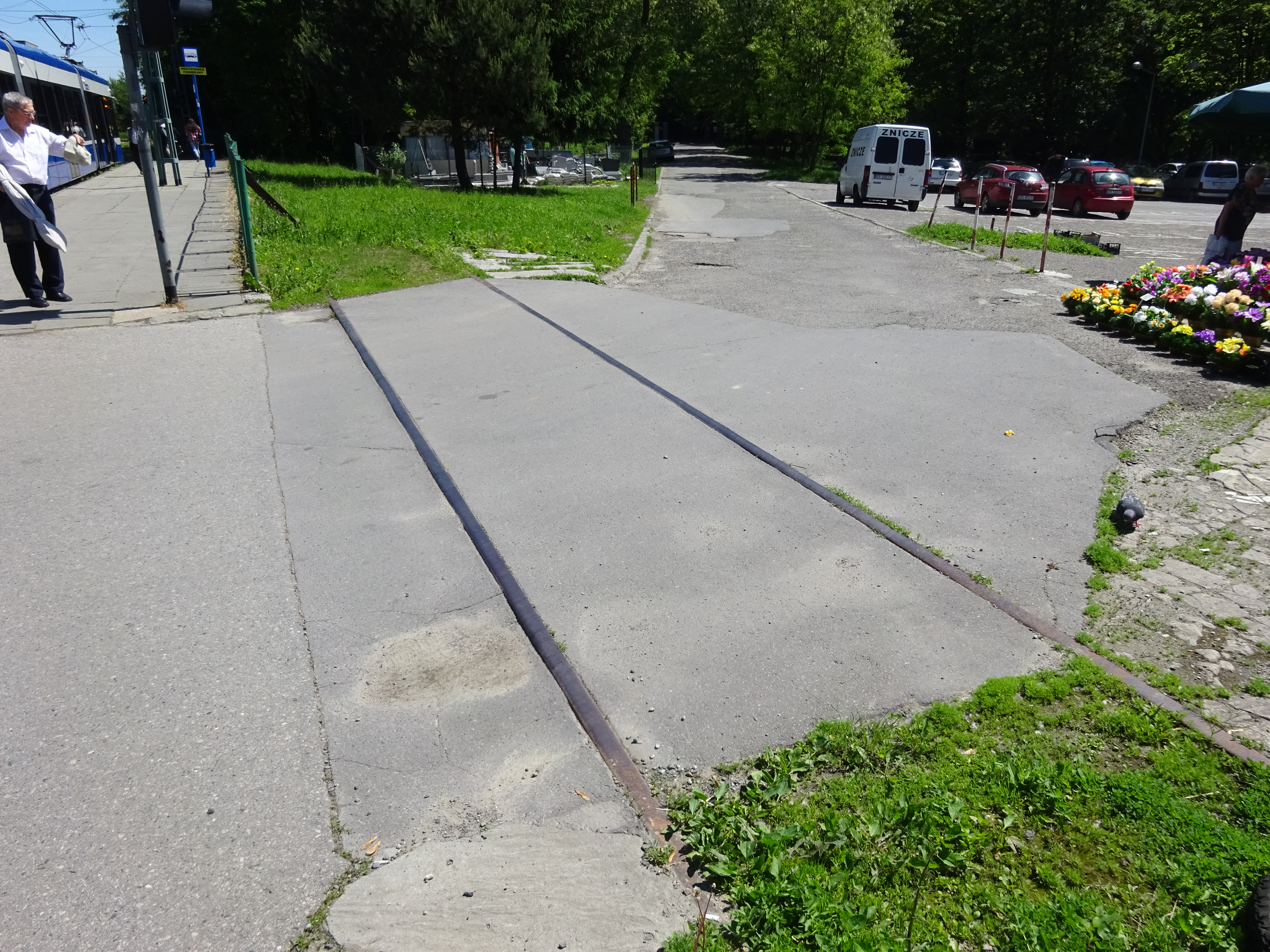
Tory linii nr 111 zatopione w przejeździe kolejowo-drogowym obok pętli tramwajowej „Wzgórza Krzesławickie”